# Літораль

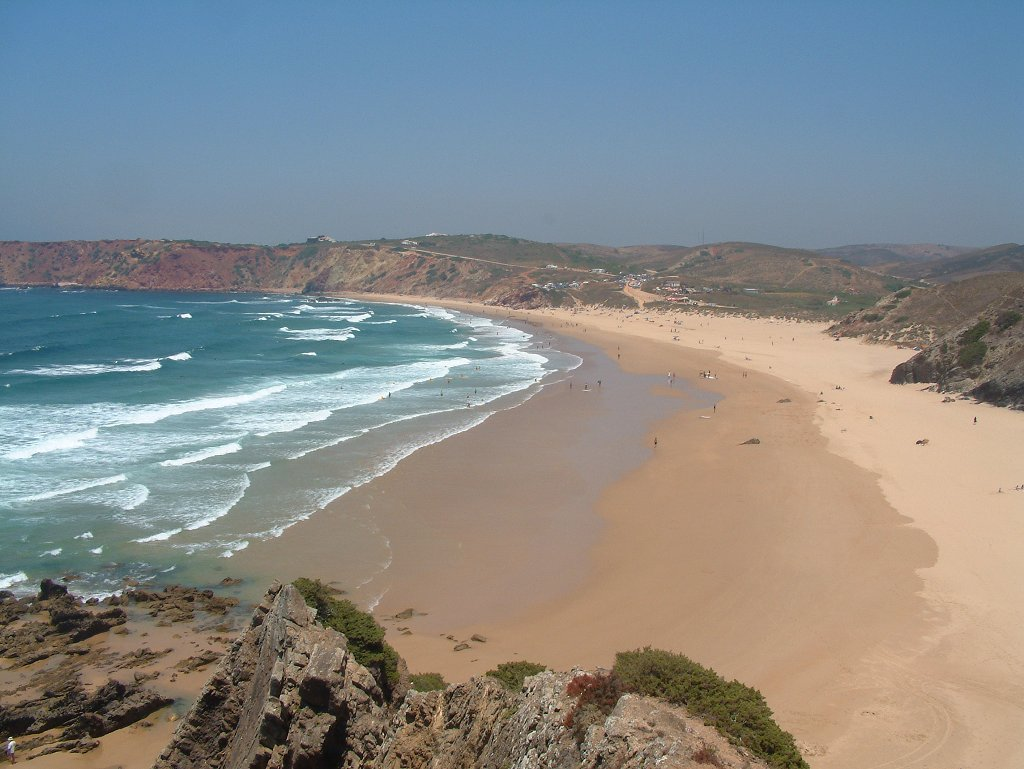
Різні літоральні зони на пляжі

Зони океанічного дна та відкритих вод

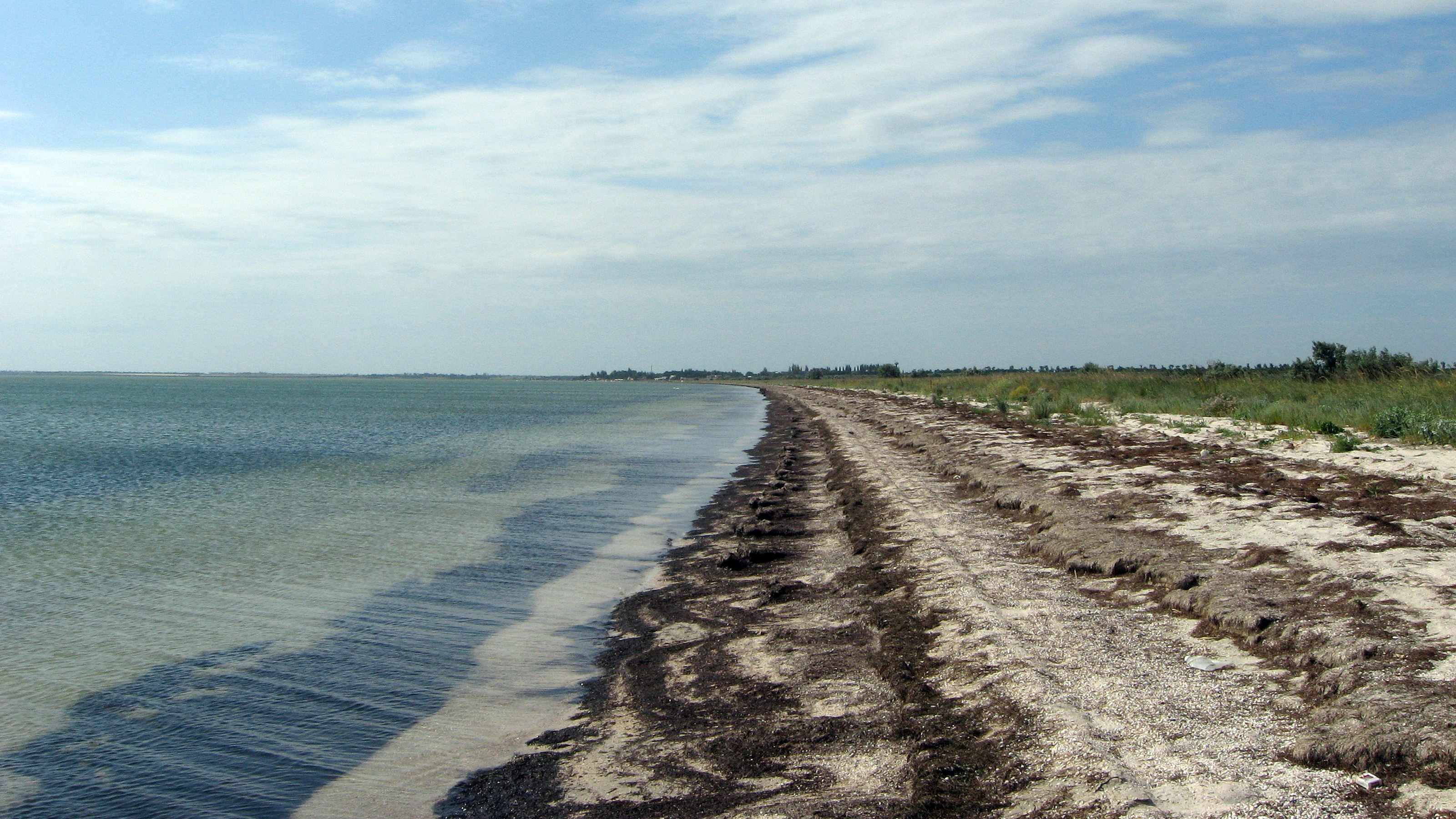
Азовське море. Літоральна рослинність

Літора́ль (від лат. litoralis — «береговий», «прибережний»; рос. литораль; англ. littoral; нім. Litoral n) — зона узбережжя морського дна, що осушується під час відпливу.

## Загальний опис
Розташована між рівнем найвищого припливу і найнижчого відпливу. Ширина її звичайно 10—15 м, хоча в окремих випадках може досягати й декількох кілометрів. Іноді літораль розглядають ширше, включаючи в неї супралітораль і сублітораль. У озерах — зона з донною рослинністю.
Для літоральних фацій характерні крупно- і середньоуламкові породи, з доброю обкатаністю уламків. У випадку скелястих берегів це, як правило, галечники, конгломерати, біля піщаних чи глинистих берегів нагромаджуються піски, пісковики, глини.
Органогенні породи можуть бути представлені прошарками бурого чи кам'яного вугілля, рідко черепашковими вапняками. Піски та пісковики добре відсортовані, на поверхні їх можуть спостерігатися хвилеприбійні знаки. Характерна полога, нахилена в сторону моря верствуватість. На поверхні порід можуть також спостерігатись тріщини висихання, сліди крапель дощу, граду, сліди наземних тварин і птахів. Черепашки прикріпленого бентосу товстостінні, масивні, часто биті. Зустрічаються рештки водоростей і наземних рослин.
У різних літоральних зонах живуть організми, що знайшли свої екологічні ніші, утворюючи певний аналог природних зон, що простягаються вузькими вертикальними смугами в горах.
Літораль в лімнології — це зона від урізу води прісноводної водойми до нижньої межі зростання вищих квіткових рослин, а іноді — і багатоклітинних водоростей (макрофітів). Однак, іноді літораль в лімнології визначають як зону, розташовану між нижньою і верхньою межами коливань рівня води у водоймі, тоді сублітораль визначається як зона від нижньої межі літоралі до нижньої межі зростання водної рослинності. Ще одне лімнологічне визначення літоралі — зона, в межах якої сонячне світло досягає дна водойми.